# تی‌اس‌ام‌سی

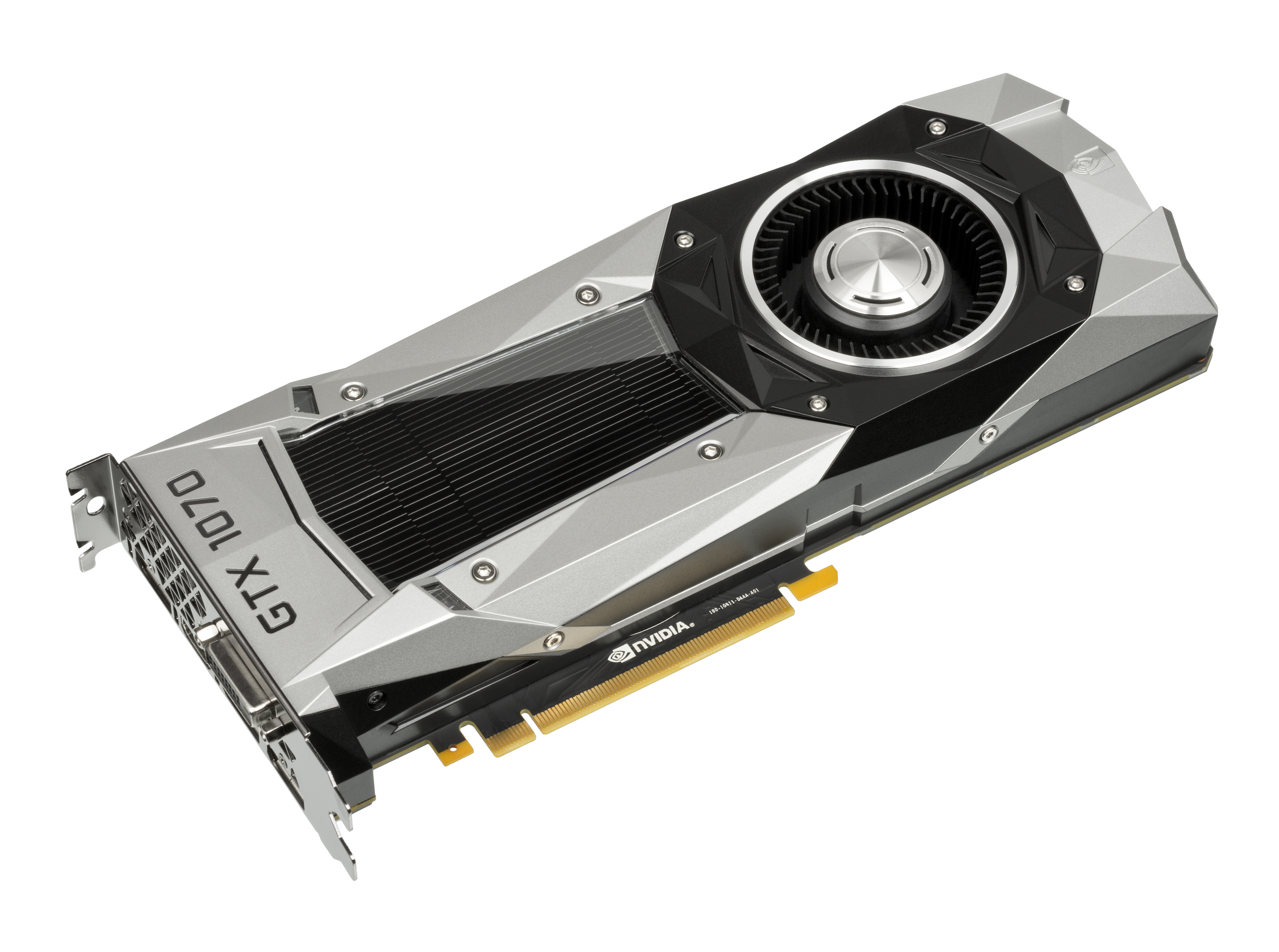
کارت گرافیک NVIDIA GeForce GTX 1070 که از تراشه ۱۶ نانومتر Pascal ساخته شده توسط تی‌اس‌ام‌سی استفاده می‌کند.

شرکت صنایع نیم‌رسانای تایوان (به انگلیسی: Taiwan Semiconductor Manufacturing Company) یا به اختصار تی‌اس‌ام‌سی (TSMC) یک شرکت صنایع نیمه‌رسانای چندملیتی تایوانی است که بزرگترین طراح و تولیدکنندهٔ مستقل و تخصصی محصولات نیمه‌رسانا در جهان می‌باشد. دفتر مرکزی آن در پارک فناوری شهر سینچو تایوان قرار دارد. این شرکت، سازندهٔ بسیاری از محصولات نیمه‌رسانا و سیلیکونی جهان است به‌گونه‌ای که بیشتر تراشه‌های غیر اینتلی جهان از جمله ای‌ام‌دی، انویدیا، کوالکام، اپل و مدیاتک در این کارخانه به مرحلهٔ تولید می‌رسند. تی‌اس‌ام‌سی در سال ۱۹۸۷ تأسیس شده‌است.

## روابط با اپل
در اوت ۲۰۱۱، روابط بین شرکت اپل و تی‌اس‌ام‌سی علنی شد و اعلام شد که قرار است تولید آزمایشی تراشه‌های A5 و A6 برای نسل بعدی آیفون و آی‌پد آغاز شوند.
در ۲۴ ژوئن ۲۰۱۳ اعلام شد که اپل و تی‌اس‌ام‌سی به توافق نهایی رسیده‌اند و اپل قصد دارد که سامسونگ را از زنجیرهٔ تأمینش حذف کند. اپل با تی‌اس‌ام‌سی قرارداد ۳ ساله‌ای امضا کرده‌است که تی‌اس‌ام‌سی تراشه‌های A8، A9 و A9X را تولید کند. تی‌اس‌ام‌سی در تولید این تراشه‌ها از فناوری ۲۰، ۱۶ و ۱۰ نانومتری استفاده می‌کند.